# Gabriel-André Pérouse
Gabriel-André Pérouse  (* 20. Juni 1929 in Lyon; † 31. Dezember 2005 in Curis-au-Mont-d’Or, Département Rhône) war ein französischer Romanist und Literaturhistoriker, der auf Literatur des 16. Jahrhunderts spezialisiert war. Er war von 1975 bis 1992 Professor an der Universität Lyon II.

## Leben
Pérouse bestand 1954 die Agrégation im Fach Lettres (Sprachen und Literatur) und war Gymnasiallehrer in Bourg-en-Bresse (Lycée Lalande) und Lyon (1959, Lycée Ampère). Ab 1966 war er Assistent an der Universität Lyon II, wo er 1969 mit einer Arbeit über Verbreitung und Einfluss von Juan Huarte de San Juans Examen de ingenios promoviert wurde. 1974 habilitierte er sich (doctorat d’État) an der Universität Paris IV (Paris-Sorbonne) bei Verdun L. Saulnier mit einer Schrift über die französische Novelle des 16. Jahrhunderts (erschienen 1977). Von 1975 bis 1992 war Pérouse Professor in Lyon. 
Als Absolvent der Rechtswissenschaften und der Literaturwissenschaft entschied er sich schließlich für die Vergleichende Literaturwissenschaft, wo er über spanischen Autoren des 16. Jahrhunderts arbeitete, darunter Juan Huarte, dem er seine erste Dissertation widmete. 
Seine Geschichte von Curis in zwei Bänden zeugt von der Verbundenheit mit seinem Heimatdorf. Er war auch der Herkunftsregion seiner Frau Jeanne Laffaire verbunden, der südlichen Corrèze, wo er jedes Jahr einen Monat lang seine Ferien verbrachte. 

## Werke
- «L'Examen des esprits» du Docteur Juan Huarte de San Juan. Sa diffusion et son influence en France aux XVIe et XVIIe siècles, Paris, Les Belles Lettres, 1970.
- Nouvelles françaises du XVIe siècle. Images de la vie du temps, Genf, Droz, 1977.
- (Hrsg.) Le Parangon de nouvelles, Genf, Droz, 1977.
- (Hrsg.) Jeanne Flore, Contes amoureux (1537), Lyon, PUL, 1980.
- (Hrsg. mit Michel Simonin)  Bénigne Poissenot, L'Esté, Genf, Droz, 1987.
- (Hrsg. mit Kazimierz Kupisz und Jen-Yves Debreuille) Le Portrait littéraire, Lyon, PUL, 1988.
- (Hrsg.) Claude de Taillemont, La Tricarite, Genf, Droz, 1989.
- (Hrsg. mit Hugues Neveux) Essais sur la campagne à la Renaissance. Mythes et réalités. Actes du colloque de la Société française des seiziémistes, 11-12 décembre 1987, Paris, SFDS, 1991.
- (Hrsg. mit André Thierry und André Tournon) L'homme de guerre au XVIe siècle. Actes du colloque de l'Association RHR [Réforme, Humanisme et Renaissance], Cannes, 1989, Saint-Etienne, Université, 1992.
- (Hrsg.) Études sur Étienne Dolet. Le théâtre au XVIe siècle. Le Forez, le Lyonnais et l'histoire du livre, Genf, Droz, 1993 (Gedenkschrift Claude Longeon).
- (Hrsg. mit Roger Dubuis) Noël du Fail, Propos rustiques, Genf, Droz, 1994.
- (Hrsg. mit André Tournon) Or, monnaie, échange dans la culture de la Renaissance. Actes du 9e Colloque international de l'Association Renaissance, humanisme, réforme, Lyon, 1991, Saint Etienne, Université, 1994.
- (Hrsg.) Doubles et dédoublement en littérature, Saint Etienne, Université, 1995.
- (Hrsg.) Ordre et désordre dans la civilisation de la Renaissance. Actes du colloque, Nice, septembre 1993, Saint-Etienne, Université de Saint-Étienne, 1996.
- (Hrsg. mit Marie-Odile Sauvajon) Philibert Bugnyon (1530–1590), Erotasmes de Phidie et Gelasine, 1557, Genf, Droz, 1998.
- (Hrsg.) Étienne Tabourot, Les bigarrures du seigneur des accords. 4, Quatrième livre, avec Les apophthegmes du Sr Gaulard, Paris, Champion, 2004.
- En filigrane des "Essais", hrsg. von Jean-Claude Arnould, Paris, Champion, 2008 (Vorwort von André Tournon).
- (Hrsg. mit Michèle Clément, Marthe Paquant und André Tournon) Bredin le Cocu (Benoît Du Troncy), Formulaire fort recreatif de tous contractz, donations, testamens, codicilles et autres actes qui sont faicts et passez par devant notaires et temoings, Paris, Classiques Garnier, 2009 (postum).